# Contalmaison
Contalmaison é uma comuna francesa na região administrativa de Altos da França, no departamento de Somme. Estende-se por uma área de 5,67 km². Em 2010 a comuna tinha 117 habitantes (densidade: 20,6 hab./km²).